# Christine Brückner
Christine Brückner z d. Emde (ur. 10 grudnia 1921 w Schmillinghausen k. Bad Arolsen, zm. 21 grudnia 1996 w Kassel) − pisarka niemiecka.

## Życiorys i twórczość
Była córką pastora.  Zanim zaczęła pisać, pracowała w różnych zawodach. Po wybuchu wojny pracowała jako kucharka i księgowa. W 1964 roku została dyplomowaną bibliotekarką. Na uniwersytecie w Marburgu studiowała historię sztuki i literatury. Od 1954 roku utrzymywała się z pracy pisarskiej. Jej utwory zostały przetłumaczone na 15 języków. Przez krytykę literacką zaliczana do nurtu ambitniejszej literatury popularnej. Pisała powieści, opowiadania, reportaże, literaturę dla dzieci, słuchowiska, felietony, teksty autobiograficzne. Jej utwory poruszają się w obrębie tematów literatury feministycznej oraz tematu utraconej ojczyzny. Do jej największych sukcesów wydawniczych należą: powieść Ehe die Spuren verwehen z roku 1954 oraz sfilmowana jako serial telewizyjny trylogia o pomorskiej rodzinie Quint: Jauche und Levkojen, Nirgendwo ist Poenichen, Die Quints.

## Dzieła

### Opowiadania i powieści
- Ehe die Spuren verwehen, 1954
- Katharina und der Zaungast, 1957
- Ein Frühling im Tessin, 1960
- Die Zeit danach, 1961
- Bella Vista und andere Erzählungen, 1963
- Letztes Jahr auf Ischia, 1964
- Der Kokon, 1966
- Das glückliche Buch der a.p., 1970
- Überlebensgeschichten, 1973
- Jauche und Levkojen, 1975
- Die Mädchen aus meiner Klasse, 1975
- Nirgendwo ist Poenichen, 1977
- Was ist schon ein Jahr. Frühe Erzählungen, 1984
- Das eine sein, das andere lieben, 1981
- Die Quints, 1985
- Die letzte Strophe, 1989
- Früher oder später, 1996

### Książki dla dzieci i młodzieży
- Alexander der Kleine. Eine heitere Erzählung, 1966
- A brother for Momoko, London, The Bodley Head 1970
- Wie Sommer und Winter, 1971
- Momoko und Chibi, 1974
- Die Weltreise der Ameise, 1974
- Momoko ist krank, 1979
- Mal mir ein Haus, 1980
- Momoko und der Vogel, 1982

### Działalność jako wydawca
- Botschaften der Liebe in deutschen Gedichten des 20. Jahrhunderts, 1960.
- An mein Kind. Deutsche Gedichte des 20. Jahrhunderts, 1962
- Juist. Ein Lesebuch, 1984
- Lesezeit. Eine persönliche Anthologie, 1986

### Pozostałe teksty
- Kleine Spiele für große Leute, 1957
- Erfahren und erwandert (współautor: Otto Heinrich Kühner), 1979
- Mein schwarzes Sofa. Aufzeichnungen, 1981
- Wenn du geredet hättest, Desdemona. Ungehaltene Reden ungehaltener Frauen, 1983
- Lachen um nicht zu weinen. Ein Lesebuch, 1984
- Deine Bilder. Meine Worte (współautor: Otto Heinrich Kühner), 1986
- Hat der Mensch Wurzeln? Autobiographische Texte, hrsg. v. Gunther Tietz, 1988
- Die Stunde des Rebhuhns. Aufzeichnungen, 1991
- Lieber alter Freund. Briefe, 1992
- Weitere ungehaltene Reden, 1995
- Unterwegs. Reisen in nicht allzu ferne Länder, 1995
- Ständiger Wohnsitz. Kasseler Notizen, hrsg. u. mit einem Nachwort vers. v. Friedrich W. Block, 1998
- Ich will Dich den Sommer lehren. Briefe aus vierzig Jahren (współautor: Otto Heinrich Kühner), hrsg. u. mit einem Vorwort vers. v. Friedrich W. Block, 2003